# Christina I van Zweden
Christina (Maria Alexandra) (Tre Kronor, Stockholm, 18 december 1626 — Rome, 19 april 1689) was koningin van Zweden, of "koningin van de Zweden, Goten en Vandalen" en tevens grootvorstin van Finland, hertogin van Estland en vrouwe van Ingrië en Karelië. Ze was enige wettige erfgenaam van koning Gustaaf II Adolf, die nog voor haar zesde verjaardag op het slagveld omkwam. Haar lutherse vader was een van de hoofdrolspelers gedurende de Dertigjarige Oorlog en de bekering van Christina tot het katholicisme in 1654 was opzienbarend, evenals haar vrijwillige aftreden eerder dat jaar. Christina was de laatste Zweedse monarch uit het Huis Wasa.
Christina was wispelturig, intelligent, interesseerde zich voor boeken en manuscripten, religie, alchemie en wetenschap. Ze wilde van Stockholm het Athene van het Noorden maken. Beïnvloed door de Contrareformatie voelde ze zich steeds meer aangetrokken tot de barokke, mediterrane cultuur en nam afstand van haar protestantse vaderland. Als koningin zonder land, en liefhebster van toneel, theater en beeldhouwkunst beschermde ze heel wat kunstenaars en projecten. Haar onconventionele levensstijl en mannelijke optreden zou de achtergrond vormen voor talrijke romans, toneelstukken, opera en film. Christina is in beperkte mate een symbool voor intersekse, transseksualiteit, homoseksualiteit en crossdressing.

## Biografie

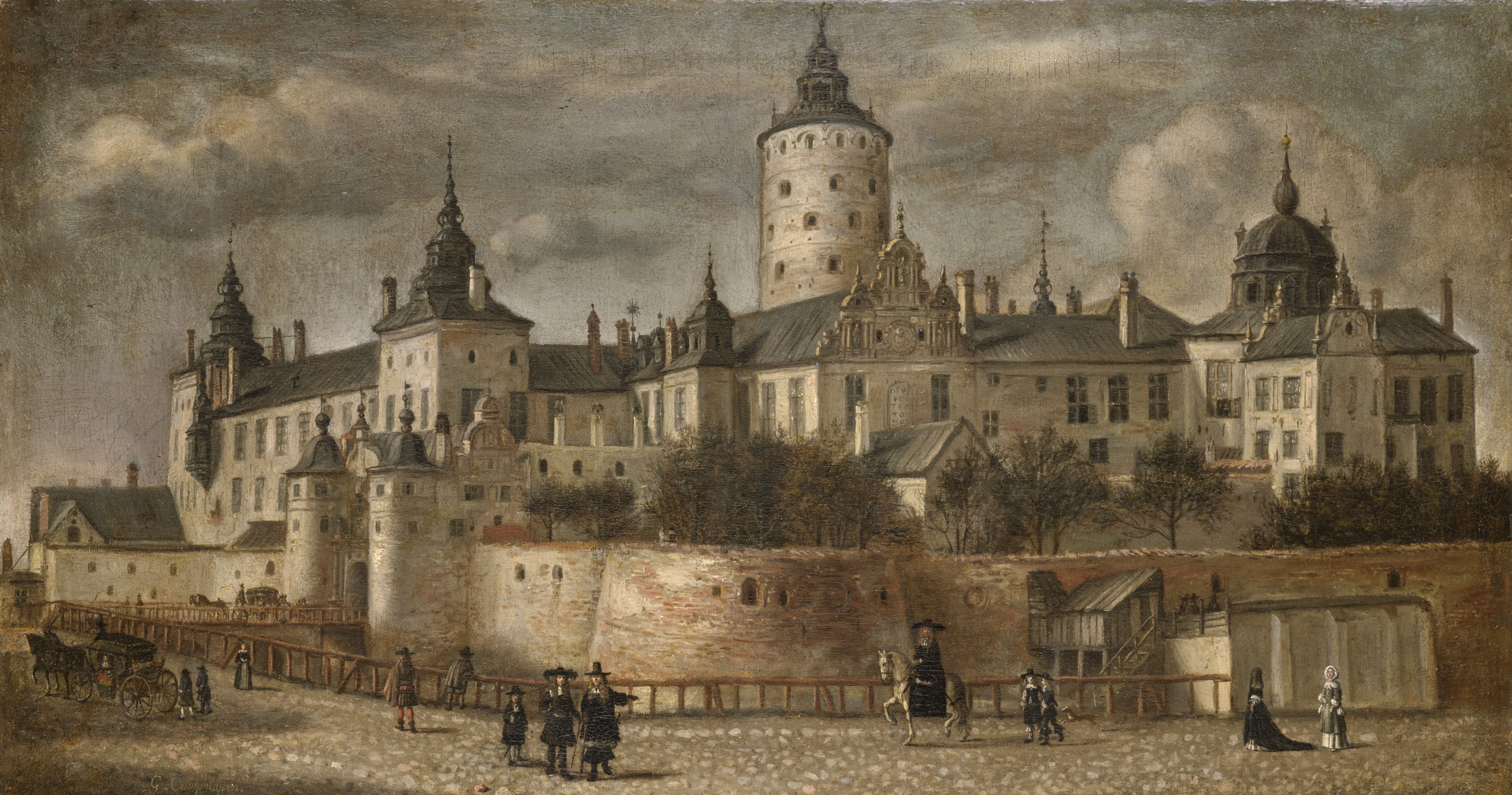
Het Tre Kronor kasteel in Stockholm, waar Christina werd geboren
(1661), Govert Dircksz Camphuysen, Uppsala slott

Christina had de naam geboren te zijn onder een merkwaardig astrologisch gesternte. Omdat haar moeder, Maria Eleonora van Brandenburg, eerder twee miskramen had gehad en een eveneens Christina genoemde zus na 11 maamden was overleden groeide ze op als enig kind. Volgens getuigenissen uit die tijd was  ze bij de geboorte groot en behaard, zodat men even veronderstelde dat er een zoon geboren was; haar moeder was teleurgesteld toen ze zag dat het geen jongen was, maar haar vader voorpelde een gunstige toekomst voor haar "omdat ze hen allen gefopt had". Christina had een vergroeide schouder na een val als kind, volgens haar opzettelijk veroorzaakt door haar voedster. Na de dood van haar vader bij de Slag bij Lützen, werd Christina op 15 maart 1633 koningin. Vader Gustav had met het oog op zijn mogelijk voortijdig overlijden voorzorgsmaatregelen getroffen, onder meer omdat het Poolse koningshuis, dat verwant was aan de Zweedse Wasa-tak, aasde op de Zweedse troon. Een van de maatregelen was, dat bij gebrek aan mannelijke nakomelingen een dochter troonopvolgster zou zijn. Omdat Christina net zes jaar oud was, werd het regeren waargenomen door een vijfkoppige rijksraad met Jakob De la Gardie en Per Brahe de Jonge, twee Oxenstierna's en vanaf 1636 de Rijkskanselier Axel Oxenstierna, die toen terugkwam uit de Dertigjarige Oorlog. Haar oppervlakkige, plezierzoekende en met een morbide en hysterisch temperament begiftigde moeder werd in zijn opdracht vier jaar opgesloten in Gripsholms slott, maar wist in 1640 te ontsnappen naar Denemarken. Christina werd twee jaar opgevoed door haar tante Katharina, de halfzuster van haar vader en echtgenote van haar voogd Johan Casimir van Palts-Kleeburg. Haar opvoeding werd een nationale zaak en Christina was verplicht tien uur per dag te studeren. Oxenstierna haalde Antoine de Beaulieu, een Franse balletdanser, naar het hof om haar te leren elegant te bewegen. Ze had een talenknobbel en sprak op haar achttiende Latijn, Frans (een Luiks dialect), Duits, Nederlands en Deens, studeerde Grieks, Arabisch en Hebreeuws en de Kerkvaders. Zij zou zich ook nog het Engels, Spaans en Italiaans eigen maken.

## De jonge koningin

### De Nederlandse connectie

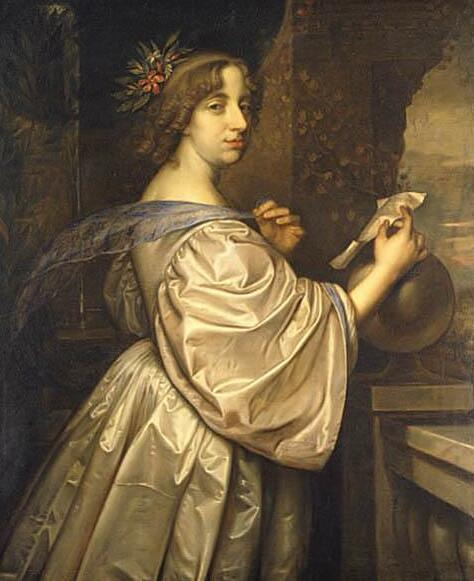
Christina, koningin van Zweden
(Voor 1656), David Beck, Nationalmuseum

In 1636-1637 onderhandelde Peter Minuit met Samuel Blommaert en de rijksraad over het stichten van Nieuw-Zweden, de eerste Zweedse kolonie in de Nieuwe Wereld. In 1638 grondvestte Minuit Fort Christina bij Wilmington (Delaware). In december 1643 overrompelden Zweedse troepen onder Lennart Torstenson Holstein en een maand later heel Jutland. In 1644 ging Willem Boreel naar Zweden om haar te feliciteren met haar achttiende verjaardag, die gepaard ging met een mondigverklaring en met de levering van een complete marine door Louis de Geer: 32 schepen met zeelieden, wapentuig en officieren, zodat ook Fehmarn door de Zweden kon worden bezet.

### Culturele figuur
Christina zette zich in met overgave en verzaakte geen enkele vergadering van de Senaat. In 1645 werd Hugo de Groot uitgenodigd om naar Stockholm te komen en haar bibliothecaris te worden. In eerste instantie nodigde zij ook een aantal Duitse filologen uit. Ze correspondeerde met Pierre Gassendi; Blaise Pascal bood haar een exemplaar van zijn rekenmachine aan. Nicolaas Heinsius en Isaac Vossius, liet zij complete bibliotheken kopen. Ze liet op een veiling in Parijs boeken van de in 1651 in ongenade gevallen kardinaal Mazarin kopen. Constantijn Huygens schonk haar een exemplaar van zijn Pathodia sacra et profana. Marcus Zuerius Boxhorn schreef een grammatica voor haar. Vondel werd beloond voor zijn twaalf lofdichten.
Christina liet Antonio Brunati een theater in het paleis inrichten. In 1649 trad ze zelf op als Diana. In hetzelfde jaar werden 760 schilderijen, 170 marmeren en 100 bronzen beelden, 33.000 munten en medailles, 660 stuks kristal, 300 wetenschappelijke instrumenten, kostbare boeken, waaronder de Laudibus Sanctae Crucis, de Codex Argenteus en de Codex Gigas naar Stockholm vervoerd. Deze roofkunst uit de Praagse burcht was afkomstig van keizer Rudolf II, buitgemaakt eind juli 1648 voor de uiteindelijke Vrede van Westfalen tot stand kwam. Zweden kreeg bij de Vrede van Osnabrück Bremen-Verden en Zweeds-Pommeren toegewezen. Christine verkreeg een zetel in de Rijksdag.

Portret van koningin Christina
Sébastien Bourdon, Nationalmuseum
Gekleed in sombere kleding, vlak voor haar troonsafstand en bekering (1653)

Zij voerde diepzinnige gesprekken over de liefde met filosoof René Descartes, die ook de tekst bij een ballet voor haar schreef. Vanwege het koude klimaat liep hij binnen enkele maanden een longontsteking op. Christina wilde om vijf uur 's ochtends in de winter les hebben en voelde zich schuldig toen hij overleed.
Om onder de huwelijksaanzoeken uit te komen, waaraan zij onder geen enkele voorwaarde wilde voldoen, benoemde zij in 1649 Karel Gustaaf, haar vroegere speelkameraad, die tevens als topkandidaat voor een huwelijk was aangewezen, als haar opvolger. Eerst op 20 oktober 1650 werd zij officieel gekroond in de Storkyrkan. Dat was in 1644 niet doorgegaan vanwege de oorlog. Reeds op 7 augustus 1651 verkondigde zij haar plannen om af te treden. Zij zag af van haar plan nadat de regering haar had beloofd nooit meer te vragen te trouwen.
Hoewel het Lutheranisme in Zweden staatsgodsdienst was en katholieken werden vervolgd, overwoog Christina katholiek te worden. In het geheim sprak ze daarover met de jezuïet Antonio de Macedo, die als lid van een Portugese onderhandelingsdelegatie in 1650/51 Zweden bezocht.  De Macedo reisde naar Rome waar hij de algemeen overste van de jezuïeten Goswin Nickel op de hoogte stelde. Die stuurde, eveneens in het geheim, twee jezuïeten naar Stockholm om haar bij haar bekering te begeleiden.
Claude Saumaise, die op haar uitdrukkelijk wens naar Stockholm was gekomen, keerde naar Leiden terug omdat Heinsius hem weigerde toegang te verlenen tot sommige boeken. In 1652 kreeg zij bezoek van de diplomaten Antonio Pimentel de Prado en Coenraad van Beuningen en sprak zeker met hen over religieuze zaken. Ze vergeleken Mozes en Mohammed, destijds ongewoon. De Franse arts Pierre Bourdelot raadde Christina, die gedurende haar hele leven werd geteisterd door allerlei kwalen, en al voor haar twintigste over slechte ogen, een kromme rug en een stijve nek klaagde, aan om te stoppen met studeren en werken en meer van het leven te genieten. Christina viel meerdere keren per dag in zwijm en beschouwde zichzelf als verloren. Ze was nauwelijks 25 jaar oud, al twintig jaar koningin en had nauwelijks geleefd. De adviezen van Bourdelot werden in praktijk gebracht en de boeken verhuisden uiteindelijk naar de Universiteit van Uppsala en de Zweedse Koninklijke Bibliotheek. Bourdelot las haar voor uit de wellustige sonnetten van Pietro Aretino. In mei 1653 traden Ariana Nozeman, Susanna van Lee en Elizabeth Baer Kalbergen op in Stockholm, deel uitmakend van de "Aartshertogelijke Comedianten" van Jan Baptist van Fornenbergh.
Op Driekoningen 1653 hield de koningin een feest dat alles wat op dat gebied eerder was vertoond in pracht moest overtreffen. De vorstin speelde de rol van de herderin Amaranthe en stelde aan het einde van de avond de Amaranthenorde in, een hoforde.

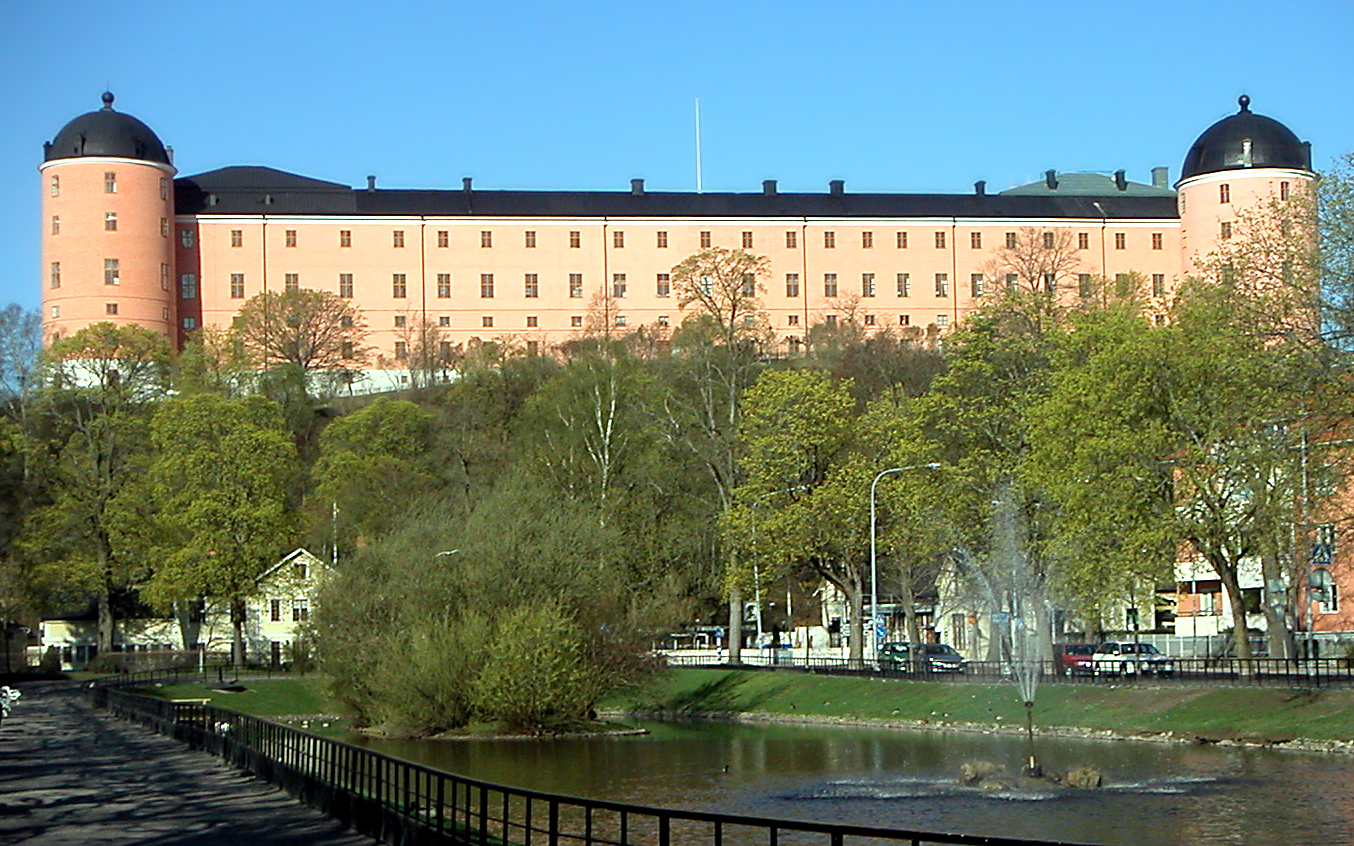
Het slot van Uppsala

### Troonsafstand
De financiën van het Zweedse rijk waren in een deplorabele staat en Christina, die zware kritiek kreeg op haar exorbitante uitgaven en optreden, wenste opnieuw af te treden. Haar moeder en Magnus Gabriel De la Gardie verwierpen haar sympathie voor Bourdelot en bedreigden haar. Op 16 juni 1654 deed ze in Uppsala Slott vrijwillig troonsafstand ten gunste van haar neef, teneinde zich volledig aan een nieuw leven te kunnen wijden. Christina liet in Göteborg een Hollands schip beladen met dierbare boeken, wetenschappelijke instrumenten, meubels, standbeelden, schilderijen en waardevolle gobelins. Zij vertrok zelf over land als graaf Dohna naar het kuuroord Spa. In Deventer ging zij langs bij Johann Friedrich Gronovius en in Utrecht bij Anna Maria van Schurman.  Abraham van den Kerckhoven bespeelde het imposante orgel toen zij in Antwerpen de Sint-Pauluskerk bezocht.

### Antwerpen, Brussel en haar bekering tot het katholicisme

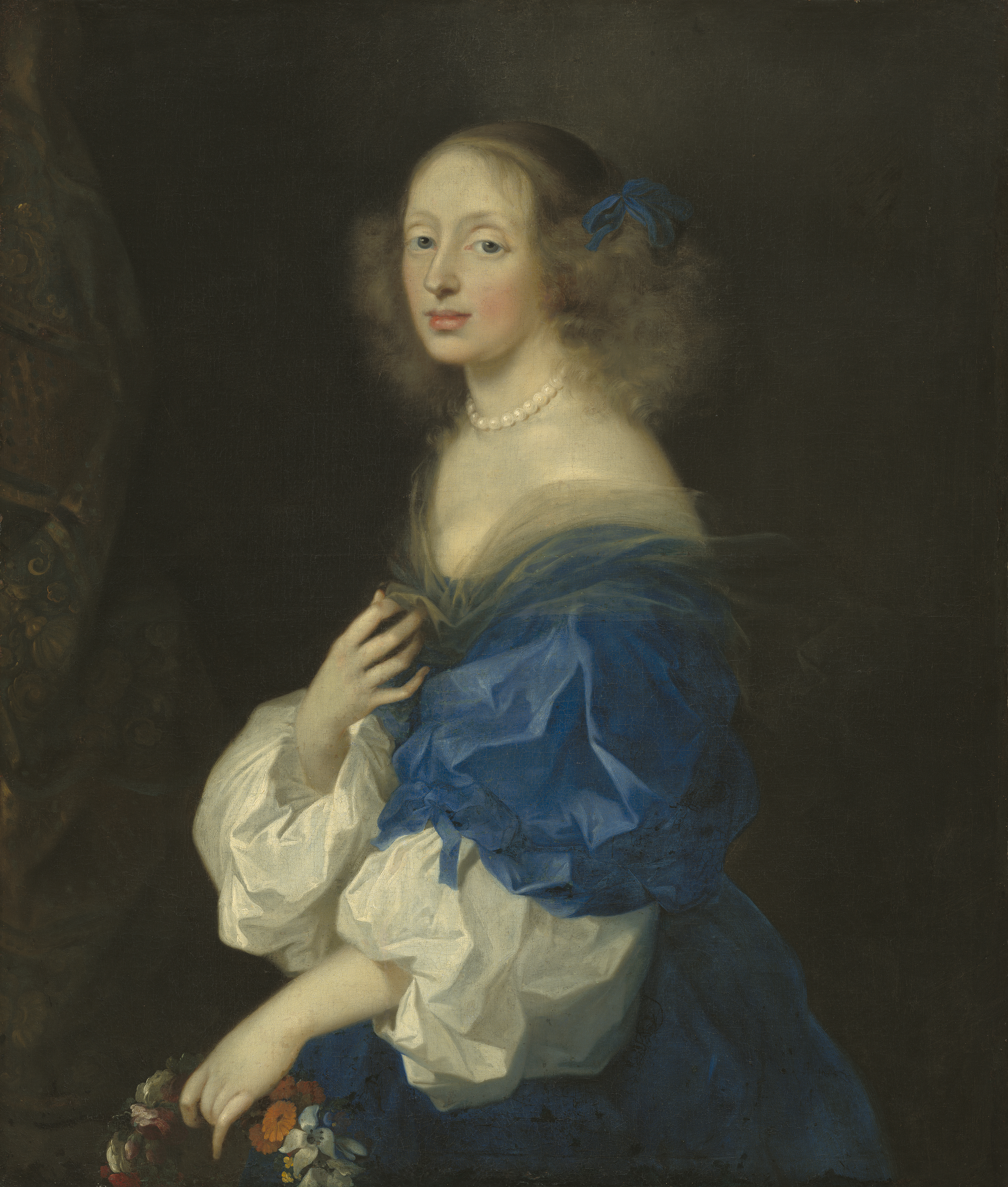
Portret van Ebba (Belle) Sparre
(ca. 1653), Sébastien Bourdon, National Gallery of Art
Haar harts- en correspondentievriendin, die in 1652 trouwde

Christina arriveerde op 5 augustus 1654 te Antwerpen en woonde vier maanden in de Lange Nieuwstraat in het huis n° 98 van de tot het katholicisme bekeerde Portugese Jood en  bankier  don Garcia de Yllan. Ze had grootse plannen om protestanten en katholieken, joden en christenen bij elkaar te brengen. Met Isaac La Peyrère werkte zij aan een plan voor een joods-christelijke gemeenschap en hij las haar voor uit zijn Praeadamitae, wat hij op haar aanraden in Amsterdam zou publiceren. Waarschijnlijk had ze ook contact met Menasseh Ben Israel. De prins van Condé, die haar hulp had ingeroepen tijdens zijn gevangenschap, probeerde bij haar in het gevlij te komen, maar ze kregen ruzie over het protocol bij de ontvangst.  Opvallend was dat zij zich ook niet hield aan de etiquette bij het bezoek van Leopold Willem van Oostenrijk. Zij ontmoette Raimondo Montecuccoli en speelde schaak met hem. Op kerstavond 1654 bekeerde zij zich heimelijk in Brussel tot het Rooms-katholicisme in het bijzijn van enkele vrienden.  Op financieel gebied was Christina een ramp en ze verliet Brussel, grote schulden achterlatend. Op 3 november 1655 bekeerde zij zich openlijk tot het katholicisme in de Hofkerk te Innsbruck. Ferdinand Karel van Tirol heeft naar aanleiding van haar bekering een opera van Antonio Cesti laten opvoeren.

## Als katholieke ex-koningin
Op 23 december kwam zij aan in Rome, opgewacht door een opeengepakte menigte in met fakkels verlichte straten en poorten. Zij liet een kanon afvuren vanaf de Engelenburcht dat de Villa Medici raakte. Christina liet zich dopen door paus Alexander VII, die vanaf het eerste moment op de hoogte was van haar bekeringsplannen en voegde zijn naam aan de hare; volgens anderen vanwege haar bewondering voor Alexander de Grote. Christina bewoonde appartementen in Palazzo Farnese. Zij begaf zich in de hoogste sociale kringen, sloot vriendschap met kardinaal Decio Azzolino en Giuseppe Francesco Borri, een alchemist. Zij verstrekte opdrachten aan Ercole Ferrata. In de laatste fase van de Frans-Spaanse Oorlog ontwikkelde ze, vanwege geldgebrek, plannen om koningin van Napels te worden, maar zonder buitenlandse steun zou dat niet lukken. Wie daartoe het initiatief nam en wanneer is tamelijk onduidelijk. Het zou Philip IV kunnen zijn geweest, maar ook Mazarin wordt genoemd.

### Parijs, Stockholm en Hamburg

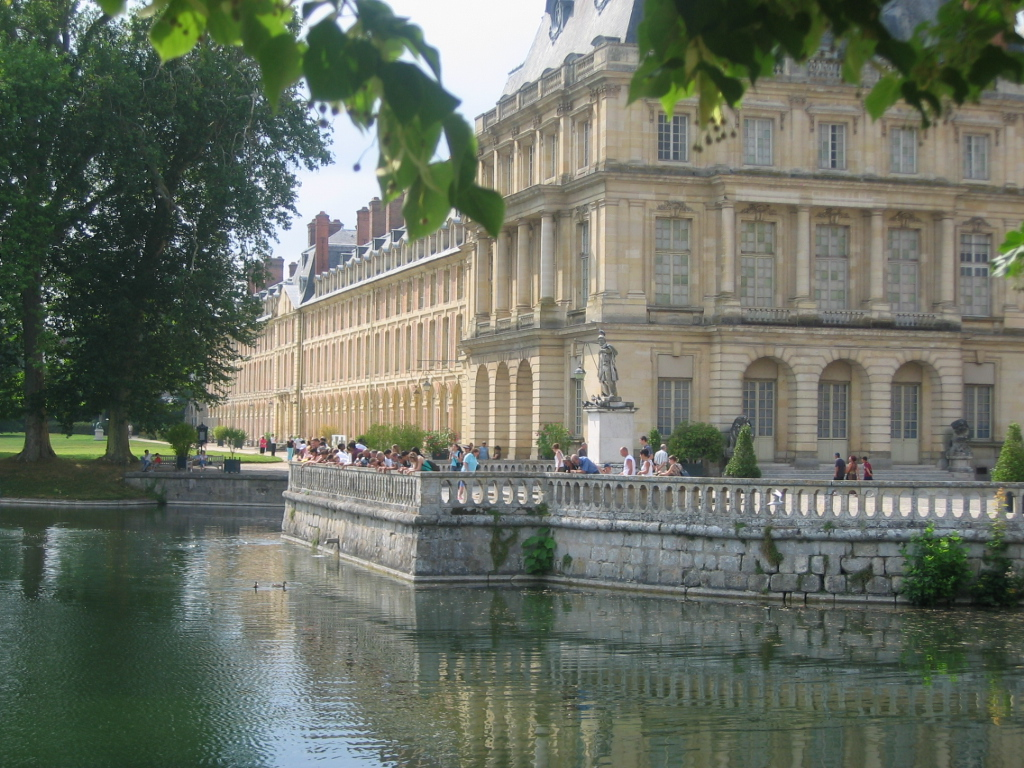
Fontainebleau

In 1657 reisde zij naar Frankrijk, vergezeld door een groot aantal Spanjaarden, Italianen en een Zwitserse Garde. De Zonnekoning bood haar onderdak in zijn jachtslot en beloofde haar mogelijk steun bij het verwerven van het Koninkrijk Napels. Ze pleitte bij Mazarin met succes voor de vrijlating van het wonderkind Ninon de Lenclos, die zij in de gevangenis opzocht. Christina bewoonde Fontainebleau en baarde opzien met een berechting in het park; zij gaf opdracht tot een brute moord op Giovanni Monaldeschi, een aantrekkelijke, maar onbetrouwbare favoriet, die, nadat hij was gepasseerd, haar plannen verraden had naar men zegt aan Oliver Cromwell. De kerstdagen bracht zij door bij de kardinaal in Bourges. Ze bracht een bezoek aan de Académie Française en verliet de stad op 19 maart. In april 1658 ging ze als persona non grata aan boord in Toulon om naar Italië te zeilen. Haar plannen het Koninkrijk Napels aan kardinaal Mazarin aan te bieden verdwenen toen Frankrijk en Spanje de Vrede van de Pyreneeën sloten.

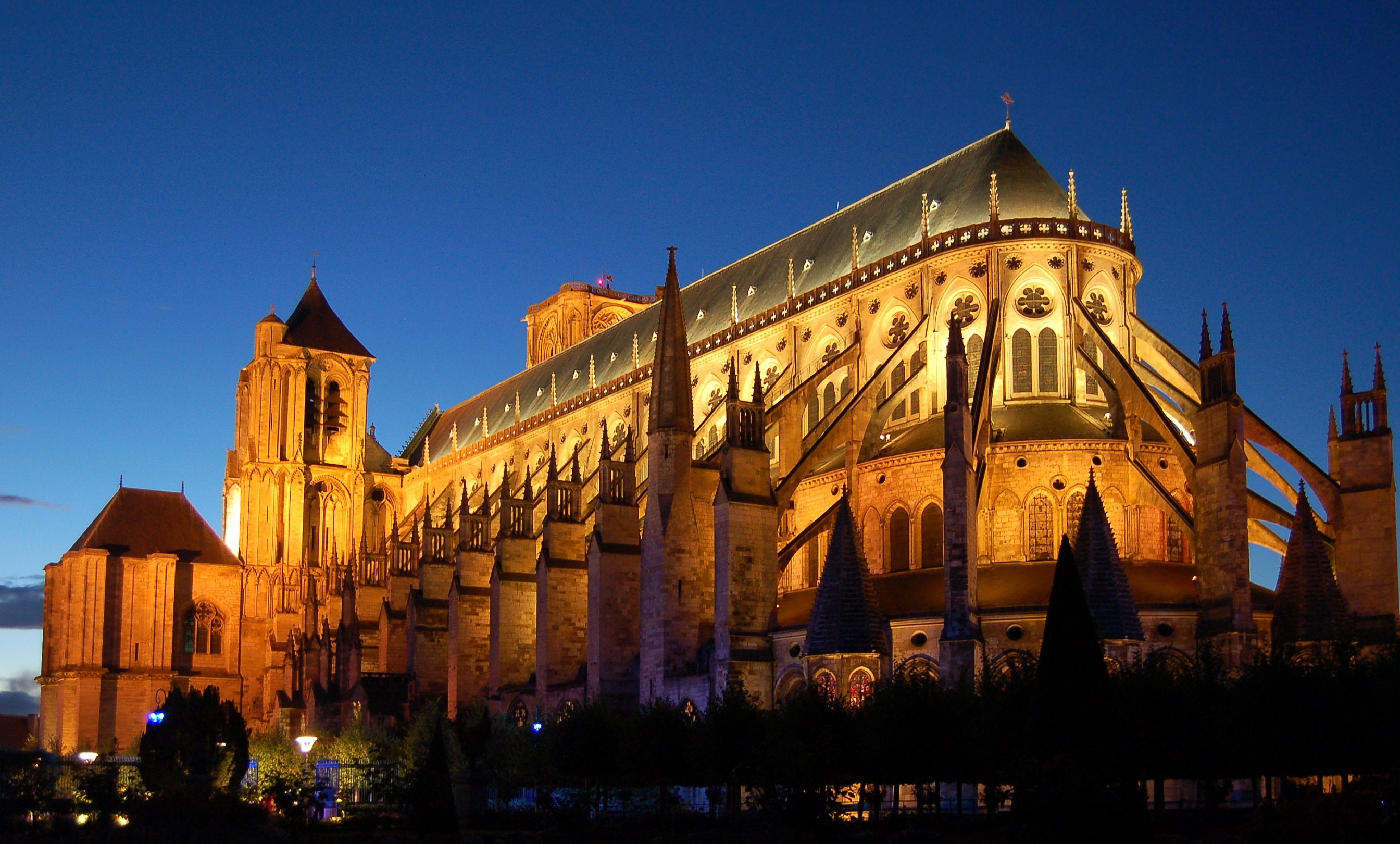
Kathedraal van Bourges

Na het overlijden van haar neef Karel X Gustaaf reisde ze naar Zweden voor de begrafenis; ze kwam in oktober aan en schijnt het huis van Louis de Geer betrokken te hebben die naar Amsterdam was verhuisd. Een oude vlam, Magnus Gabriel De la Gardie, was de opvolger van Oxenstierna geworden en gaf haar te kennen dat ze de volgende keer geen katholiek priester meer mocht meebrengen (om de mis op te dragen). In april reisde Christina naar Hamburg. Na een jaar in de stad te hebben doorgebracht, en opzienbarend voor die tijd door bij de joodse bankiersfamilie Teixeira in te wonen, was ze in mei 1662 voor de derde keer terug in Rome om in mei 1666 opnieuw naar Hamburg te reizen.
In mei 1667 trok zij weer naar Zweden om haar zaken te regelen, maar werd niet verder toegelaten dan de vrijhaven Göteborg, vanwege het feit dat ze toch een geestelijke had meegebracht. Op 5 juni verliet zij de vaderlandse bodem. In 1667/1668 logeerde Christina opnieuw bij de familie Teixeira om in een oplossing voor haar immense schulden te voorzien. Er werd haar meegedeeld dat paus Alexander VII, haar beschermheer en kwelgeest, in mei 1667 was overleden. De nieuw gekozen paus Clemens IX was een overwinning voor de Squadrone Volante. In haar blijdschap over zijn verkiezing organiseerde zij een schitterend feest, met vuurwerk en wijn uit een fontein. De Hamburgse bevolking was woedend, het feest eindigde in een schietpartij, er vielen doden en gewonden. De ex-koningin ontsnapte in vermomming via een achterdeur.
 Ze ontmoette, op doorreis naar Kopenhagen, Giuseppe Francesco Borri met wie ze haar interesse voor alchemie kon uitleven. In 1668 verhuisde ze definitief naar Rome nadat ook de opvolging van Jan II Casimir van Polen, eveneens een Wasa, aan haar neus voorbij ging. Haar concurrenten waren de Prins van Condé, Karel V van Lotharingen en Fjodor III van Rusland, een broer van Peter de Grote. Op 22 november 1668 trok ze opnieuw Rome binnen.

### Rome

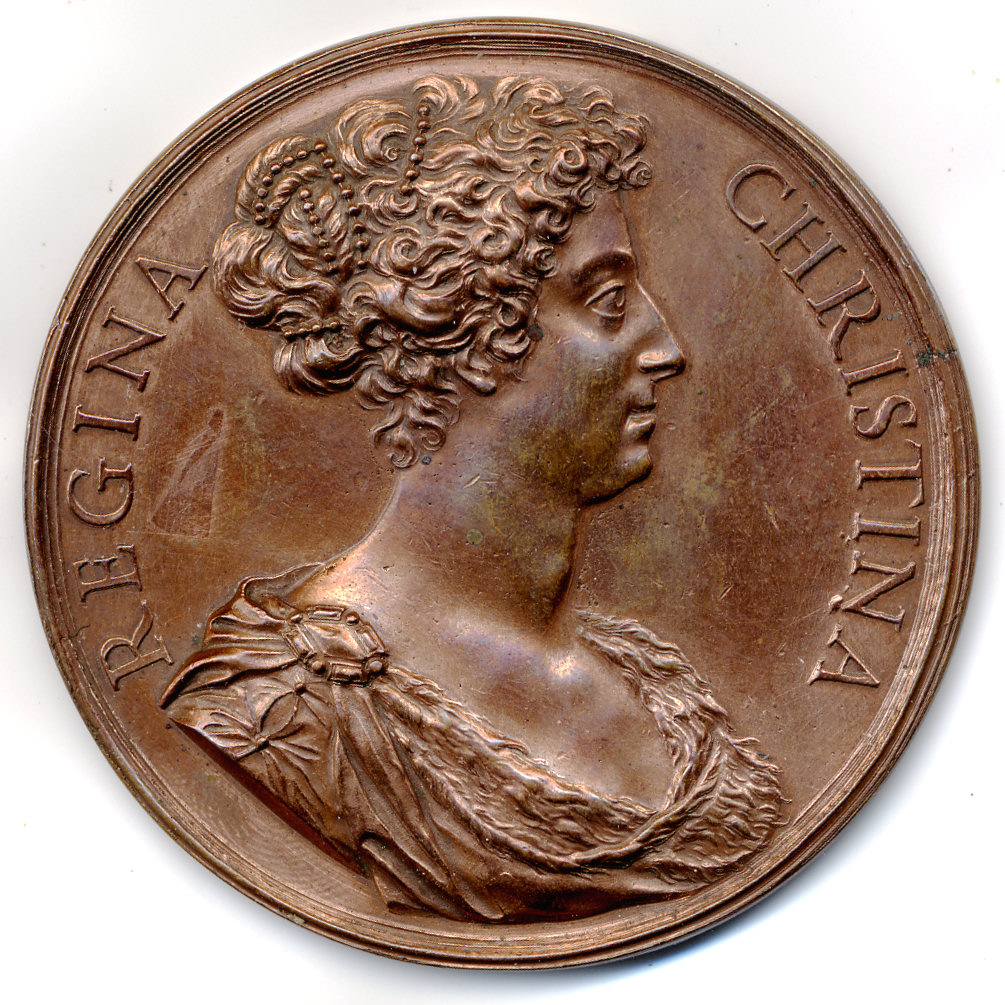
Medaillon uit 1680

Christina betrok met haar hofhouding, bestaande uit ongeveer 200 personen, het Palazzo Riario (het tegenwoordige Palazzo Corsini) op de Janiculum en liet haar meubilair en kunstschatten uit Antwerpen aanrukken. Een handvol ambtenaren was verantwoordelijk voor de correspondentie in het Zweeds, Latijn en Italiaans. De Portugese dichter António Vieira werd haar biechtvader. Zij was dol op toneelspelen en het werk van Pierre Corneille en opende in 1670 het theater Tordinona in een oude gevangenis. In haar theater liet zij ook vrouwen spelen en zingen, rollen die voorheen door castraten werden uitgevoerd. Heel Rome liep storm voor deze vernieuwing. Ze wedijverde met Hortense en Maria Mancini, die aan de overzijde van de Tiber woonden. Al in 1675 werd het theater gesloten.
Vanaf 1679 veranderde haar situatie toen haar achterneef Karel XI van Zweden financieel over de brug kwam. Christina was een liefhebster van barokmuziek en speelde waarschijnlijk zelf viool: Alessandro Stradella kreeg opdrachten en Alessandro Scarlatti werd in 1680 aangesteld als kapelmeester en bleef dat tot 1683. Bernardo Pasquini had zij al eerder werk laten componeren. Arcangelo Corelli veranderde haar smaak voor vioolspel en droeg onder meer zijn meesterwerk Opus 3 aan haar op.
Ze bemoeide zich met de biografie van Domenico Bernini over zijn vader Gian Lorenzo Bernini, die een belangrijk aandeel had gehad in de verfraaiing van de stad. Giovanni Pietro Bellori werd haar bibliothecaris. In 1679 benoemde zij Nicolaes Heinsius als lijfarts. Ze werd een volgelinge van Miguel de Molinos, een Spaanse mysticus, die een afkeer had van de sacramenten. In 1685 stuurde zij Lodewijk XIV een kwade brief vanwege zijn herroeping van het Edict van Nantes en het instellen van Dragonnades. Zij beschermde de joden in Rome die tijdens het carnaval werden opgejaagd. In 1688 riep zij stadhouder Willem III op de katholieken in Engeland met rust te laten en niet dezelfde fout te begaan als Lodewijk XIV.
Zij leed aan diabetes mellitus en wondroos, maar stierf aan een longontsteking, nadat ze een bezoek had gebracht aan de tempels in Campania.

### Collectie

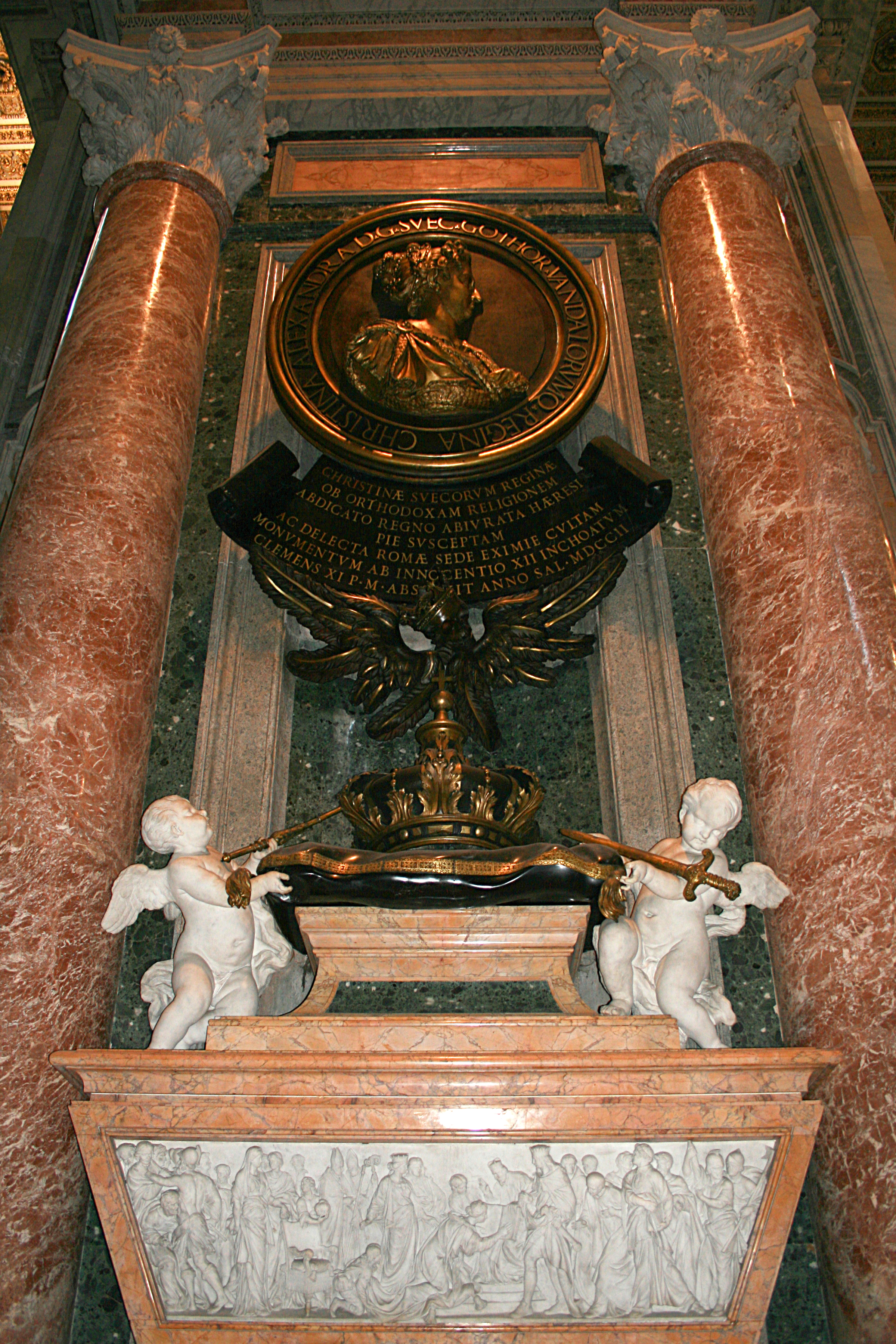
Grafmonument van Christina in de Sint-Pieter

Christina was een verzamelaar van munten en schilderijen. Ze bezat werk van de katholieke Daniël Seghers, verstrekte opdrachten aan Nicolaes de Helt Stockade, liet zich portretteren door Jurriaen Ovens, Wolfgang Heimbach, David Beck, Hendrick Munnikhoven en Abraham Wuchters. Ze hield van het beeldhouwwerk van Artus Quellinus en Pierre Lepautre en steunde de dichter Vincenzo da Filicaja. Omdat ze nogal gemakkelijk geld uitgaf, kreeg zij van de paus, c.q. de Kerkelijke Staat, een aanvullend pensioen. Na haar dood werd ze, op initiatief van Azzolino, die zij tot erfgenaam had benoemd, tegen haar wens niet in het Pantheon (Rome), maar in de Grotte Vaticane van de Sint-Pietersbasiliek bijgezet. Azzolino stierf zeven weken later; een deel van zijn/haar boeken werd aan paus Alexander VIII verkocht. De handschriften die Vossius voor haar verzamelde, bevinden zich in het fonds Reginenses van de Vaticaanse Bibliotheek. De Aratea, uit de nalatenschap van Grotius, bevindt zich in Leiden. Carlo Fontana ontwierp haar grafzerk (1702). Willem Anne Lestevenon kocht in 1790 een belangrijk deel van haar collectie tekeningen (1700 werken van voornamelijk Italiaanse meesters) aan voor het Teylers Museum. Haar correspondentie werd in 1797 meegenomen door de troepen van Napoleon en is ondergebracht in Montpellier. Een ander deel is in Riksarkiv in Stockholm.

### Seksualiteit

Anselmus van Hulle: Christina I van Zweden (1626 - 1689)

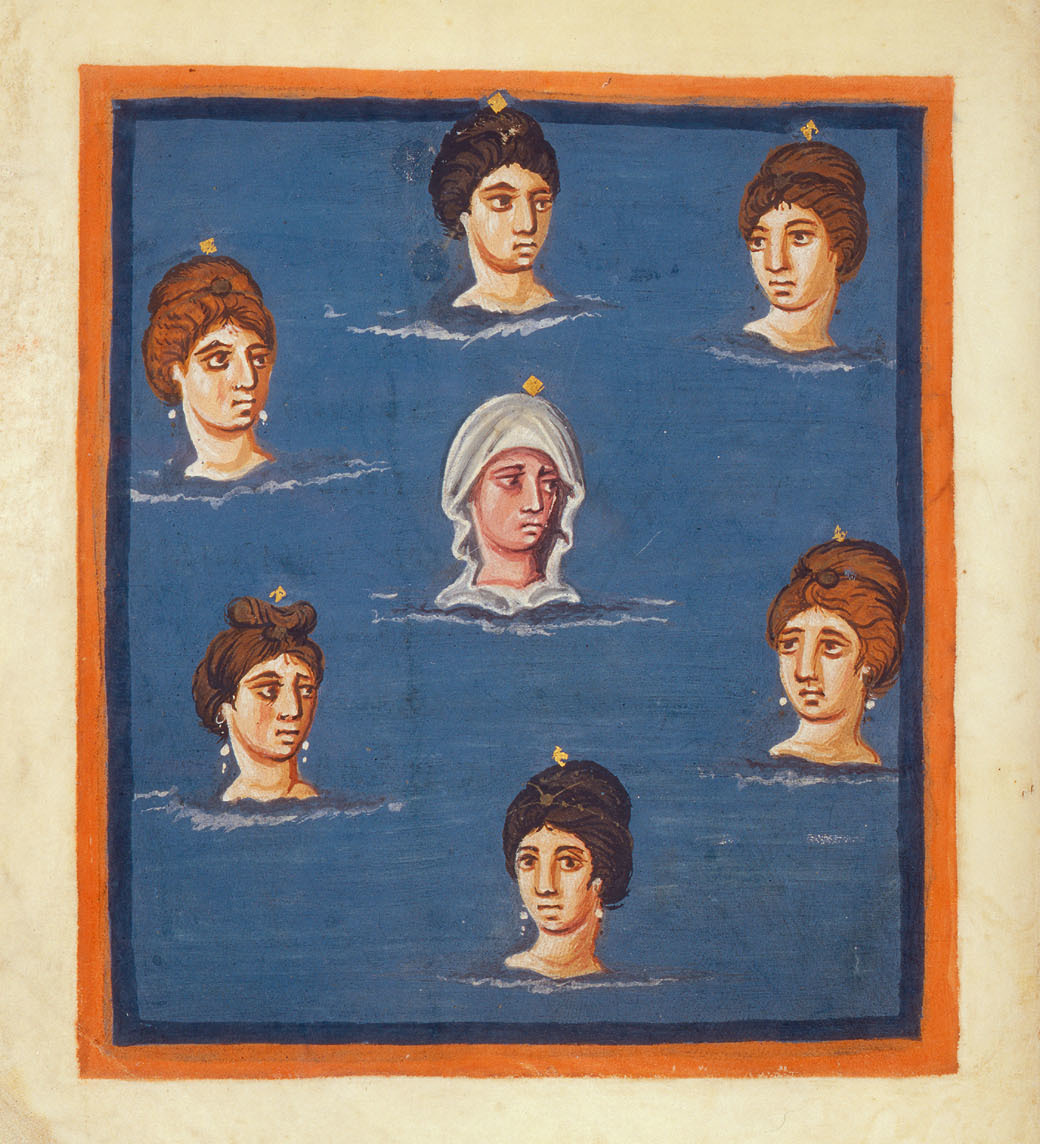
Pagina uit de Aratea van Leiden met de zeven Pleiaden.

Christina had een zware stem en vertoonde mannelijke trekken en gebaren; ze hechtte geen belang aan kleding en opschik. Volgens diverse ooggetuigen was er niet veel vrouwelijks aan haar. Aanvankelijk zou ze een blauwkous zijn geweest, die een hekel had aan typisch vrouwelijke conversatie. Op haar 22e kende zij de Ars Amandi van Ovidius en sommige epigrammen van Marcus Valerius Martialis uit het hoofd. Ze choqueerde geleerde gezelschappen en dames door die te declameren. Ze beïnvloedde de mode in Parijs door een hoed met pluimen te dragen, evenals de Deense prinses Leonora Christina Ulfeldt met wie ze veel omging. Zij liep graag in laarzen en had zich een jongensachtig kapsel aangemeten, toen zij vanuit Parijs naar Rome vertrok. Christina had affaires met zowel mannen als vrouwen.

## Varia

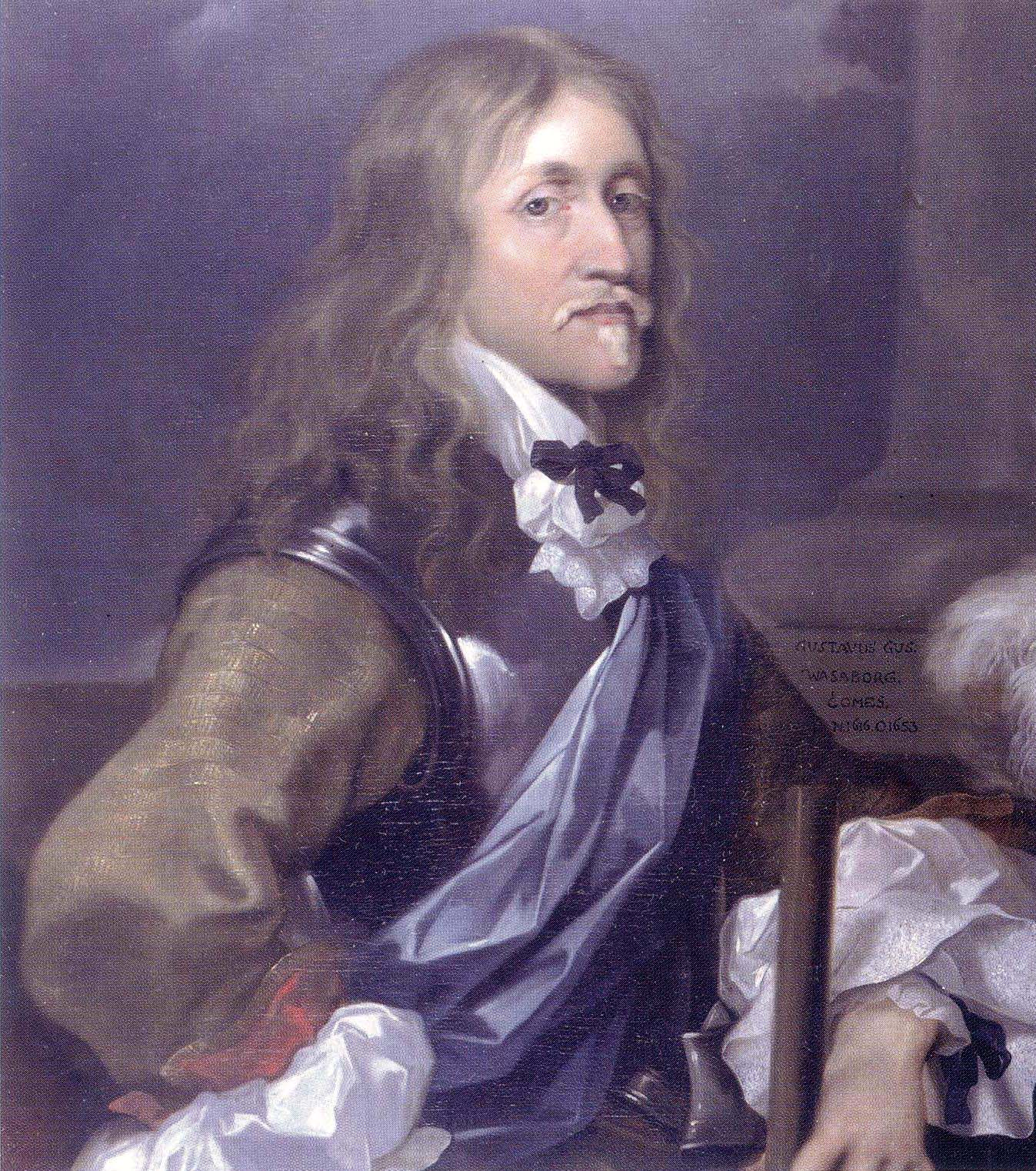
Gustav Gustavson van Wasaborg
(ca. 1652), Sébastien Bourdon
Haar halfbroer, die een Nederlandse moeder had

- In 1641 begon Zweden met het bekeren van de Sami tot het christendom.
- In 1638 en 1642 kwam Jan Amos Comenius naar Zweden om het schoolsysteem te hervormen, waar hij evenwel niet in slaagde.
- In 1645 werd de Zweedse Staatscourant Post- och Inrikes Tidningar voor het eerst gepubliceerd.
- In 1649 haalde zij Johan Palmstruch vanuit Amsterdam naar Zweden om de staatsfinanciën te reorganiseren.
- In haar naam werden een uitzonderlijk groot aantal personen in de adelstand verheven, waaronder Pieter Spierincx (1636), bekend onder de naam Silvercrona[39], Johan Huydecoper van Maarsseveen (1637), Louis de Geer (1641), Frederick Coyett (1649), Johan Palmstruch (1651), Adriaan Trip (1653?) en Gustaf Horn (1651).
- In 1654 kocht ze drie atlassen van Johannes Vingboons.

## Nalatenschap in de kunst
- In haar nagedachtenis werd in 1690 de Accademia dell’Arcadia opgericht.
- Alexandre Dumas père schreef een toneelstuk;
- Wilhelm Friedrich von Redern schreef een opera;
- August Strindberg schreef een toneelstuk.
- Mario Benzing schreef een roman;
- Greta Garbo speelde in 1933 de rol van Christina in de film Queen Christina;
- Klas Torstensson componeerde In Großer Sehnsucht, een stuk over vijf sterke vrouwen;
- Peter Englund schreef een korte biografie over Christina.

## Kwartierstaat
| Gustaaf I van Zweden (1496-1560) | Gustaaf I van Zweden (1496-1560) | Gustaaf I van Zweden (1496-1560) | Gustaaf I van Zweden (1496-1560) | Gustaaf I van Zweden (1496-1560) | Gustaaf I van Zweden (1496-1560) | Margaretha Leijonhufvud (1516-1551) | Margaretha Leijonhufvud (1516-1551) | Margaretha Leijonhufvud (1516-1551) | Margaretha Leijonhufvud (1516-1551) | Margaretha Leijonhufvud (1516-1551)     | Margaretha Leijonhufvud (1516-1551)     |                                         |                                         | Adolf van Sleeswijk-Holstein-Gottorp (1526-1586) | Adolf van Sleeswijk-Holstein-Gottorp (1526-1586) | Adolf van Sleeswijk-Holstein-Gottorp (1526-1586)     | Adolf van Sleeswijk-Holstein-Gottorp (1526-1586)     | Adolf van Sleeswijk-Holstein-Gottorp (1526-1586)     | Adolf van Sleeswijk-Holstein-Gottorp (1526-1586)     | Christina van Hessen (1543-1604)                     | Christina van Hessen (1543-1604)                     | Christina van Hessen (1543-1604)         | Christina van Hessen (1543-1604)         | Christina van Hessen (1543-1604) | Christina van Hessen (1543-1604) |  |  | Joachim Frederik van Brandenburg (1546-1608) | Joachim Frederik van Brandenburg (1546-1608) | Joachim Frederik van Brandenburg (1546-1608) | Joachim Frederik van Brandenburg (1546-1608) | Joachim Frederik van Brandenburg (1546-1608) | Joachim Frederik van Brandenburg (1546-1608) | Catharina van Brandenburg-Küstrin (1549-1602) | Catharina van Brandenburg-Küstrin (1549-1602) | Catharina van Brandenburg-Küstrin (1549-1602) | Catharina van Brandenburg-Küstrin (1549-1602) | Catharina van Brandenburg-Küstrin (1549-1602) | Catharina van Brandenburg-Küstrin (1549-1602) |                                            |                                            | Albrecht Frederik van Pruisen (1533-1618)  | Albrecht Frederik van Pruisen (1533-1618)  | Albrecht Frederik van Pruisen (1533-1618) | Albrecht Frederik van Pruisen (1533-1618) | Albrecht Frederik van Pruisen (1533-1618) | Albrecht Frederik van Pruisen (1533-1618) | Maria Eleonora van Gulik (1550-1608) | Maria Eleonora van Gulik (1550-1608) | Maria Eleonora van Gulik (1550-1608) | Maria Eleonora van Gulik (1550-1608) | Maria Eleonora van Gulik (1550-1608) | Maria Eleonora van Gulik (1550-1608) |  |  |  |  |  |  |  |  |  |  |  |  |  |  |  |  |  |  |  |  |  |  |  |  |  |  |  |  |  |  |  |  |  |  |  |  |  |  |  |  |  |  |  |  |  |  |  |  |
| Gustaaf I van Zweden (1496-1560) | Gustaaf I van Zweden (1496-1560) | Gustaaf I van Zweden (1496-1560) | Gustaaf I van Zweden (1496-1560) | Gustaaf I van Zweden (1496-1560) | Gustaaf I van Zweden (1496-1560) | Margaretha Leijonhufvud (1516-1551) | Margaretha Leijonhufvud (1516-1551) | Margaretha Leijonhufvud (1516-1551) | Margaretha Leijonhufvud (1516-1551) | Margaretha Leijonhufvud (1516-1551)     | Margaretha Leijonhufvud (1516-1551)     |                                         |                                         | Adolf van Sleeswijk-Holstein-Gottorp (1526-1586) | Adolf van Sleeswijk-Holstein-Gottorp (1526-1586) | Adolf van Sleeswijk-Holstein-Gottorp (1526-1586)     | Adolf van Sleeswijk-Holstein-Gottorp (1526-1586)     | Adolf van Sleeswijk-Holstein-Gottorp (1526-1586)     | Adolf van Sleeswijk-Holstein-Gottorp (1526-1586)     | Christina van Hessen (1543-1604)                     | Christina van Hessen (1543-1604)                     | Christina van Hessen (1543-1604)         | Christina van Hessen (1543-1604)         | Christina van Hessen (1543-1604) | Christina van Hessen (1543-1604) |  |  | Joachim Frederik van Brandenburg (1546-1608) | Joachim Frederik van Brandenburg (1546-1608) | Joachim Frederik van Brandenburg (1546-1608) | Joachim Frederik van Brandenburg (1546-1608) | Joachim Frederik van Brandenburg (1546-1608) | Joachim Frederik van Brandenburg (1546-1608) | Catharina van Brandenburg-Küstrin (1549-1602) | Catharina van Brandenburg-Küstrin (1549-1602) | Catharina van Brandenburg-Küstrin (1549-1602) | Catharina van Brandenburg-Küstrin (1549-1602) | Catharina van Brandenburg-Küstrin (1549-1602) | Catharina van Brandenburg-Küstrin (1549-1602) |                                            |                                            | Albrecht Frederik van Pruisen (1533-1618)  | Albrecht Frederik van Pruisen (1533-1618)  | Albrecht Frederik van Pruisen (1533-1618) | Albrecht Frederik van Pruisen (1533-1618) | Albrecht Frederik van Pruisen (1533-1618) | Albrecht Frederik van Pruisen (1533-1618) | Maria Eleonora van Gulik (1550-1608) | Maria Eleonora van Gulik (1550-1608) | Maria Eleonora van Gulik (1550-1608) | Maria Eleonora van Gulik (1550-1608) | Maria Eleonora van Gulik (1550-1608) | Maria Eleonora van Gulik (1550-1608) |  |  |  |  |  |  |  |  |  |  |  |  |  |  |  |  |  |  |  |  |  |  |  |  |  |  |  |  |  |  |  |  |  |  |  |  |  |  |  |  |  |  |  |  |  |  |  |  |
|                                  |                                  |                                  |                                  |                                  |                                  |                                     |                                     |                                     |                                     |                                         |                                         |                                         |                                         |                                                  |                                                  |                                                      |                                                      |                                                      |                                                      |                                                      |                                                      |                                          |                                          |                                  |                                  |  |  |                                              |                                              |                                              |                                              |                                              |                                              |                                               |                                               |                                               |                                               |                                               |                                               |                                            |                                            |                                            |                                            |                                           |                                           |                                           |                                           |                                      |                                      |                                      |                                      |                                      |                                      |  |  |  |  |  |  |  |  |  |  |  |  |  |  |  |  |  |  |  |  |  |  |  |  |  |  |  |  |  |  |  |  |  |  |  |  |  |  |  |  |  |  |  |  |  |  |  |  |
|                                  |                                  |                                  |                                  | Karel IX van Zweden (1550-1611)  | Karel IX van Zweden (1550-1611)  | Karel IX van Zweden (1550-1611)     | Karel IX van Zweden (1550-1611)     | Karel IX van Zweden (1550-1611)     | Karel IX van Zweden (1550-1611)     |                                         |                                         |                                         |                                         |                                                  |                                                  | Christina van Sleeswijk-Holstein-Gottorp (1573-1625) | Christina van Sleeswijk-Holstein-Gottorp (1573-1625) | Christina van Sleeswijk-Holstein-Gottorp (1573-1625) | Christina van Sleeswijk-Holstein-Gottorp (1573-1625) | Christina van Sleeswijk-Holstein-Gottorp (1573-1625) | Christina van Sleeswijk-Holstein-Gottorp (1573-1625) |                                          |                                          |                                  |                                  |  |  |                                              |                                              |                                              |                                              | Johan Sigismund van Brandenburg (1572-1619)  | Johan Sigismund van Brandenburg (1572-1619)  | Johan Sigismund van Brandenburg (1572-1619)   | Johan Sigismund van Brandenburg (1572-1619)   | Johan Sigismund van Brandenburg (1572-1619)   | Johan Sigismund van Brandenburg (1572-1619)   |                                               |                                               |                                            |                                            |                                            |                                            | Anna van Pruisen (1576-1625)              | Anna van Pruisen (1576-1625)              | Anna van Pruisen (1576-1625)              | Anna van Pruisen (1576-1625)              | Anna van Pruisen (1576-1625)         | Anna van Pruisen (1576-1625)         |                                      |                                      |                                      |                                      |  |  |  |  |  |  |  |  |  |  |  |  |  |  |  |  |  |  |  |  |  |  |  |  |  |  |  |  |  |  |  |  |  |  |  |  |  |  |  |  |  |  |  |  |  |  |  |  |
|                                  |                                  |                                  |                                  | Karel IX van Zweden (1550-1611)  | Karel IX van Zweden (1550-1611)  | Karel IX van Zweden (1550-1611)     | Karel IX van Zweden (1550-1611)     | Karel IX van Zweden (1550-1611)     | Karel IX van Zweden (1550-1611)     |                                         |                                         |                                         |                                         |                                                  |                                                  | Christina van Sleeswijk-Holstein-Gottorp (1573-1625) | Christina van Sleeswijk-Holstein-Gottorp (1573-1625) | Christina van Sleeswijk-Holstein-Gottorp (1573-1625) | Christina van Sleeswijk-Holstein-Gottorp (1573-1625) | Christina van Sleeswijk-Holstein-Gottorp (1573-1625) | Christina van Sleeswijk-Holstein-Gottorp (1573-1625) |                                          |                                          |                                  |                                  |  |  |                                              |                                              |                                              |                                              | Johan Sigismund van Brandenburg (1572-1619)  | Johan Sigismund van Brandenburg (1572-1619)  | Johan Sigismund van Brandenburg (1572-1619)   | Johan Sigismund van Brandenburg (1572-1619)   | Johan Sigismund van Brandenburg (1572-1619)   | Johan Sigismund van Brandenburg (1572-1619)   |                                               |                                               |                                            |                                            |                                            |                                            | Anna van Pruisen (1576-1625)              | Anna van Pruisen (1576-1625)              | Anna van Pruisen (1576-1625)              | Anna van Pruisen (1576-1625)              | Anna van Pruisen (1576-1625)         | Anna van Pruisen (1576-1625)         |                                      |                                      |                                      |                                      |  |  |  |  |  |  |  |  |  |  |  |  |  |  |  |  |  |  |  |  |  |  |  |  |  |  |  |  |  |  |  |  |  |  |  |  |  |  |  |  |  |  |  |  |  |  |  |  |
|                                  |                                  |                                  |                                  |                                  |                                  |                                     |                                     |                                     |                                     | Gustaaf II Adolf van Zweden (1594-1632) | Gustaaf II Adolf van Zweden (1594-1632) | Gustaaf II Adolf van Zweden (1594-1632) | Gustaaf II Adolf van Zweden (1594-1632) | Gustaaf II Adolf van Zweden (1594-1632)          | Gustaaf II Adolf van Zweden (1594-1632)          |                                                      |                                                      |                                                      |                                                      |                                                      |                                                      |                                          |                                          |                                  |                                  |  |  |                                              |                                              |                                              |                                              |                                              |                                              |                                               |                                               |                                               |                                               | Maria Eleonora van Brandenburg (1599-1655)    | Maria Eleonora van Brandenburg (1599-1655)    | Maria Eleonora van Brandenburg (1599-1655) | Maria Eleonora van Brandenburg (1599-1655) | Maria Eleonora van Brandenburg (1599-1655) | Maria Eleonora van Brandenburg (1599-1655) |                                           |                                           |                                           |                                           |                                      |                                      |                                      |                                      |                                      |                                      |  |  |  |  |  |  |  |  |  |  |  |  |  |  |  |  |  |  |  |  |  |  |  |  |  |  |  |  |  |  |  |  |  |  |  |  |  |  |  |  |  |  |  |  |  |  |  |  |
|                                  |                                  |                                  |                                  |                                  |                                  |                                     |                                     |                                     |                                     | Gustaaf II Adolf van Zweden (1594-1632) | Gustaaf II Adolf van Zweden (1594-1632) | Gustaaf II Adolf van Zweden (1594-1632) | Gustaaf II Adolf van Zweden (1594-1632) | Gustaaf II Adolf van Zweden (1594-1632)          | Gustaaf II Adolf van Zweden (1594-1632)          |                                                      |                                                      |                                                      |                                                      |                                                      |                                                      |                                          |                                          |                                  |                                  |  |  |                                              |                                              |                                              |                                              |                                              |                                              |                                               |                                               |                                               |                                               | Maria Eleonora van Brandenburg (1599-1655)    | Maria Eleonora van Brandenburg (1599-1655)    | Maria Eleonora van Brandenburg (1599-1655) | Maria Eleonora van Brandenburg (1599-1655) | Maria Eleonora van Brandenburg (1599-1655) | Maria Eleonora van Brandenburg (1599-1655) |                                           |                                           |                                           |                                           |                                      |                                      |                                      |                                      |                                      |                                      |  |  |  |  |  |  |  |  |  |  |  |  |  |  |  |  |  |  |  |  |  |  |  |  |  |  |  |  |  |  |  |  |  |  |  |  |  |  |  |  |  |  |  |  |  |  |  |  |
|                                  |                                  |                                  |                                  |                                  |                                  |                                     |                                     |                                     |                                     |                                         |                                         |                                         |                                         |                                                  |                                                  |                                                      |                                                      |                                                      |                                                      |                                                      |                                                      |                                          |                                          |                                  |                                  |  |  |                                              |                                              |                                              |                                              |                                              |                                              |                                               |                                               |                                               |                                               |                                               |                                               |                                            |                                            |                                            |                                            |                                           |                                           |                                           |                                           |                                      |                                      |                                      |                                      |                                      |                                      |  |  |  |  |  |  |  |  |  |  |  |  |  |  |  |  |  |  |  |  |  |  |  |  |  |  |  |  |  |  |  |  |  |  |  |  |  |  |  |  |  |  |  |  |  |  |  |  |
|                                  |                                  |                                  |                                  |                                  |                                  |                                     |                                     |                                     |                                     |                                         |                                         |                                         |                                         |                                                  |                                                  |                                                      |                                                      |                                                      |                                                      |                                                      |                                                      |                                          |                                          |                                  |                                  |  |  |                                              |                                              |                                              |                                              |                                              |                                              |                                               |                                               |                                               |                                               |                                               |                                               |                                            |                                            |                                            |                                            |                                           |                                           |                                           |                                           |                                      |                                      |                                      |                                      |                                      |                                      |  |  |  |  |  |  |  |  |  |  |  |  |  |  |  |  |  |  |  |  |  |  |  |  |  |  |  |  |  |  |  |  |  |  |  |  |  |  |  |  |  |  |  |  |  |  |  |  |
|                                  |                                  |                                  |                                  |                                  |                                  |                                     |                                     |                                     |                                     |                                         |                                         |                                         |                                         |                                                  |                                                  |                                                      |                                                      | Christina Augusta van Zweden (1623-1624)             | Christina Augusta van Zweden (1623-1624)             | Christina Augusta van Zweden (1623-1624)             | Christina Augusta van Zweden (1623-1624)             | Christina Augusta van Zweden (1623-1624) | Christina Augusta van Zweden (1623-1624) |                                  |                                  |  |  |                                              |                                              | Christina I van Zweden (1626-1689)           | Christina I van Zweden (1626-1689)           | Christina I van Zweden (1626-1689)           | Christina I van Zweden (1626-1689)           | Christina I van Zweden (1626-1689)            | Christina I van Zweden (1626-1689)            |                                               |                                               |                                               |                                               |                                            |                                            |                                            |                                            |                                           |                                           |                                           |                                           |                                      |                                      |                                      |                                      |                                      |                                      |  |  |  |  |  |  |  |  |  |  |  |  |  |  |  |  |  |  |  |  |  |  |  |  |  |  |  |  |  |  |  |  |  |  |  |  |  |  |  |  |  |  |  |  |  |  |  |  |